# Huilen

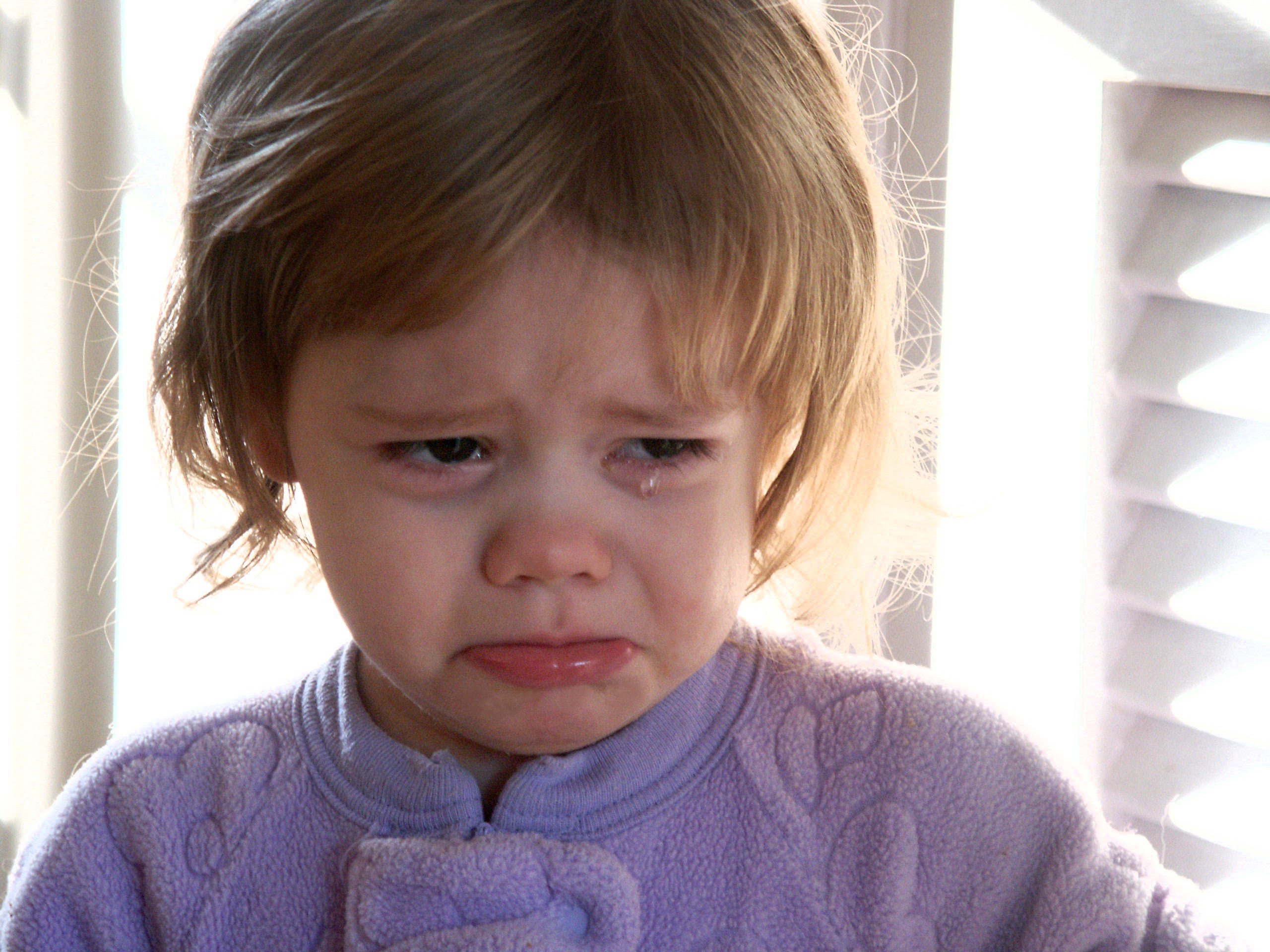
Huilend meisje

Huilen (ook wel wenen, janken, schreien of grienen genoemd) is een universeel en typisch menselijk verschijnsel waarbij het lichaam tranen produceert, meestal door verdriet, pijn, onmacht, grote vreugde of ontroering. Veel diersoorten hebben het vermogen om traanvocht te produceren, wat nodig is voor het onderhoud van het oog. Huilen als respons op emotionele prikkels is echter een typisch menselijk verschijnsel en is ook bij aan de mens verwante diersoorten als mensapen en chimpansees nooit gesignaleerd.

## Soorten
Huilen kan geruisloos zijn, of gepaard gaan met zacht of hard geluid. Snikken is huilen waarbij men stotend ademhaalt.
Verder worden onderscheiden:
- Basaal huilen, bijvoorbeeld van kinderen. Aanvankelijk zonder, later met tranen. Bedoeld om eigen behoeften te bevredigen, zoals voedsel, troost bij pijn, hulp van anderen
- Emotioneel huilen: bij verdriet, vreugde of ontroering

Traanvocht kan ook een reactie van het oog zijn op factoren buitenaf, bijvoorbeeld een stofje in het oog of het snijden van uien, en bij hooikoorts. Dit wordt vaak niet als huilen beschouwd.

## Volwassenen en huilen
Tot nu toe is er weinig wetenschappelijk onderzoek gedaan naar huilen bij volwassenen. William Frey onderzocht in de jaren 70 van de vorige eeuw de epidemiologie van huilen en stelde vast dat vrouwen gemiddeld 5,3 keer per maand huilen en mannen 1,4 keer.
De spreiding was echter groot: sommigen huilden dagelijks, anderen nooit. Hij constateerde ook dat 85% van de vrouwen en 73 procent van de mannen zich beter voelde na het huilen. Deze resultaten zijn in later en beter onderzoek bevestigd. Verder zijn ook verschillen vastgesteld in huilpatroon tussen verschillende culturen en geslacht. Mannen huilen minder opvallend, huilen voornamelijk in specifieke situaties (dood van een naaste, diepe religieuze ervaring). Bovendien zijn mannen minder dan vrouwen geneigd huilbuien manipulatief in te zetten.
Huilen wordt vaak als positief ervaren. Eventuele negatieve gevoelens hebben vooral te maken met een gevoel van zwakte, met name bij mannen is dit het geval.

## Baby's en huilen
Door de eeuwen heen zijn tal van theorieën ontwikkeld waarom baby's bij geboorte huilen. Voorbeelden:
- De baby begint te huilen omdat hij erg opziet tegen het leven.
- De ziel is verdrietig omdat bij de geboorte de mooie luxe woning wordt verruild voor een smerig lichaam.
- Baby's hebben heel lang hun adem moeten inhouden en moeten plotseling naar adem happen.
- Lichaam en hersenen zijn na de geboorte heel vochtig.

De Zwitsers-Amerikaanse ontwikkelingspsychologe Aletha Solter schreef een standaardwerk op het gebied van baby's (The Aware Baby) waarin huilen (ontladen) een belangrijk thema vormt. Belangrijk uitgangspunt in haar visie is dat alle baby's stress meemaken en dat huilen hun belangrijkste middel is om te ontladen. Het is volgens Solter van wezenlijk belang om baby's te laten huilen in plaats van eten geven, heen en weer schudden, een speen in de mond te doen en te proberen het huilen te stoppen. Solter spreekt van 'attachment-style parenting'.